# Blåbergsåsflytens naturreservat
Blåbergsåsflytens naturreservat är ett naturreservat i Rättviks kommun i Dalarnas län.
Området är naturskyddat sedan 2018 och är 300 hektar stort. Reservatet ligger väster om Amungen och består av ett myrar med skogbeklädda holmar och skog omkring.